# 레일라 칼레드
레일라 칼레드 (아랍어 ليلى خالد,아랍어 발음: [ˈlajla ˈxaːled]1944년 4월 9일 ~ )은 팔레스타인 난민이며, 전직 투사이자 팔레스타인 해방대중전선(PFLP)의 회원이다.
칼레드는 1969년에 일어난 트랜스 월드 항공 840편 납치 사건과 다음 해에 검은 9월의 일환으로 일어난 4건의 동시다발 도슨 활주로 납치 사건 중 하나에서 주도적인 역할로 대중의 주목을 받았다. 비행기를 납치한 최초의 여성인 칼레드는 나중에 다른 팔레스타인 해방대중전선의 회원들에 의해 납치된 민간 인질들과의 포로 교환에서 석방되었다.

## 어린 시절
칼레드는 영국령 팔레스타인 위임통치령인 하이파에서 아랍계 부모 사이에서 태어났다. 그녀의 가족은 그녀의 아버지를 남겨둔 채로 나크바 당시 1948년 4월 13일 레바논으로 도망쳐야 했다. 15살 때 칼레드는 그녀의 오빠를 따라 그녀의 오빠의 뒤를 이어서 아랍 민족주의 운동에 합류했다. 이 운동은 본래 베이루트 아메리칸 대학교에서 의과 대학생이었던 주르지 하바시가 1940년대 후반에 설립한 것이다. 이 운동의 팔레스타인 분파는 1967년에 일어난 6일 전쟁 이후 팔레스타인 해방대중전선이 된다.
칼레드는 쿠웨이트에서 가르치는 일을 하는 데 시간을 보냈으며 자서전에서 존 F. 케네디가 암살되었다는 소식을 듣고 울었다고 회상했다.

## 납치 사건들

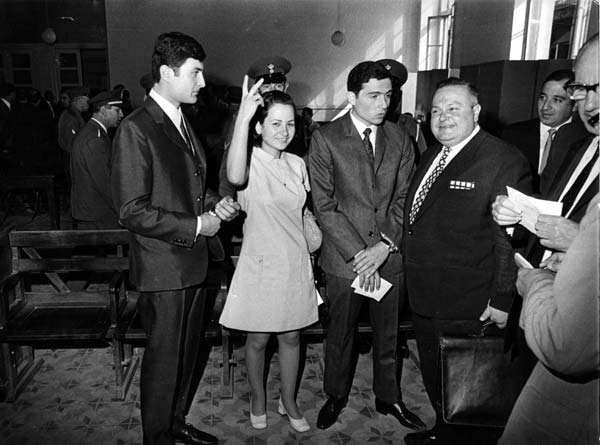
1970년 영국에서 석방된 후 다마스커스에 있는 칼리드

### 트랜스 월드 항공 840편 (1969)
1969년 8월 29일, 칼리드는 이탈리아 로마 에서 이스라엘의 텔아비브 로 가는 도중에 있던 트랜스 월드 항공 840편을 납치해 다마스커스로 방향을 바꾸게 한 그룹의 일원이었다. 일부 언론 매체에 따르면, PFLP 지도부는 당시 주 미국 이스라엘 대사였던 이츠하크 라빈이 비행기에 탑승하고 있었을 것이라고 생각했으나 그는 탑승하고 있지 않았다. 그녀는 자신이 태어난 곳을 볼 수 있도록 조종사에게 하이파의 상공을 비행하라고 명령했다고 주장한다. 인명 피해는 없었지만 승객들이 다 내린 후에 납치범들은 항공기 조종석이 있는 앞 부분을 폭파했다. 이 납치 이후 에디 애덤스가 촬영한 AK-47 소총을 들고 카피예를 착용한 칼리드의 사진이 많은 출판물에서 복제되었기에 다음 납치 작전에 가담할 때 신원을 숨기고 그녀의 얼굴이 아이콘이 되지 않기 위해서 그녀는 코와 턱에 6건이 넘는 성형수술을 해야 했다.

### 엘 알 219편(1970)
1970년 9월 6일, 칼레드와 니카라과계 미국인인 Patrick Argüello는PFLP가 수행한 일련의 동시다발 납치 사건인 요르단 사막의 도슨 활주로 납치 사건에 가담해 암스테르담에서 뉴욕까지 갈 예정인 엘 알 이스라엘 항공의 219편을 납치하려고 시도했다. 칼레드와 Argüello는 조종석에 접근할 수 없으면 수류탄을 터뜨리겠다고 위협했다. 조종사들은 이들의 요구를 거부하고 대신 비행기를 급강하시켰다. 이 사건에 대한 설명 출처는 다르지만 결과적으로 벌어진 난투에서 누군가가 위스키 한 병으로 Argüello의 머리를 때렸다. Argüello는 승무원을 총에 맞아 부상을 입혔으며 승객을 향해 불발인 수류탄을 던진 것으로 알려졌다. 항공 보안관은 Argüello를 여러 번 쏘아 치명상을 입혔다. 조종사는 항공기를 런던 히스로 공항으로 방향을 바꿨다. 구급차는 부상당한 승무원과 Argüello를 병원으로 데려갔다. 승무원은 살아남았지만 Argüello는 구급차에서 사망했다. 칼레드는 체포됐으나 나중에 인질 교환 과정 중 풀려났다.

## 이후의 삶

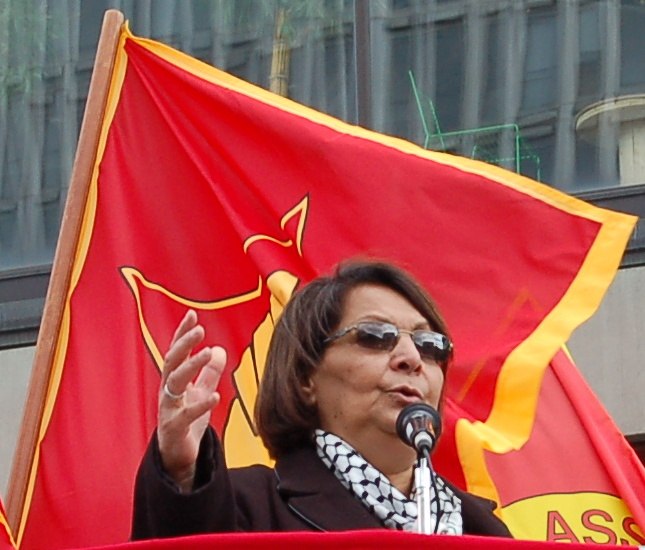
2011년 스웨덴의 칼리드

칼리드는 인터뷰에서 감옥에 처음 갇힌 이민국 직원이 유효한 비자 없이 영국에 도착한 이유를 알고 싶어했을 때 영국에 대한 애정을 갖게 되었다고 말했다. 그녀는 또한 일링에서 그녀를 감시하도록 배정된 두 명의 여성 경찰관과 관계를 발전시켰고 나중에 그들과 서신을 주고받았다. 칼레드는 2002년 후반까지 연설을 위해 영국으로 계속 돌아왔지만, 2005년 벨파스트의 Féile an Phobail에서 연사로 초대되어 회의에 참석하려 했으나 영국 대사관으로부터 비자를 거부당했다. 결국 그녀는 비디오 링크를 통해 Belfast Féile에 있는 사람들과 대화할 수 있었다.
칼레드에 의하면 아랍-이스라엘 협상은 있을 수 없다. 그녀는 "이것은 정치적 과정이며 이는 우리를 위한 것이 아니라 이스라엘인을 위한 힘의 균형이다. 그들은 사용할 모든 카드를 가지고 있고 팔레스타인인은 특히 PLO가 통합되지 않을 때 의지할 것이 아무것도 없다."라고 말했다. 칼리드는 또한 인민민주당 (HDP)을 둘러싼 쿠르드족의 정치 운동을 지지하고 팔레스타인인과 쿠르드족의 유사한 운명에 주목했다. 그녀는 계속 정치에 참여하고 있으며 팔레스타인 국민평의회와 세계 사회 포럼에 정기적으로 나타난다.
그녀는 의사인 파에즈 라시드와 결혼하여 두 아들 바데르와 바샤르와 함께 요르단의 암만에서 살고 있다. 그녀는 비종교적이다.
팔레스타인 영화감독 리나 막불(Lina Makboul)이 감독한 레일라 칼레드, 비행기 납치범(Leila Khaled, Hijacker)라는 제목의 영화는 그녀를 주제로 하고 있다. 이 영화는 2005년 11월에 열린 암스테르담 국제 다큐멘터리 영화제 에서 초연되었다.
2011년에 칼레드는 스웨덴에서 순회 연설을 했다. 이 순회 연설에는 스웨덴의 공산당과 스웨덴 노동자 중앙 조직이 조직한 노동절 시위 연설과 공공 미술관, 쇠데르퇴른 대학교 대학에서의 연설 좌파당이 주최한 세미나 등이 포함되었다.
칼레드는 2017년 11월 이탈리아 정부가 테러조직으로 간주하는 단체의 일원이라는 이유로 이탈리아 로마의 피우미치노 공항에서 입국이 거부됐고, 요르단 암만으로 강제로 돌아가야만 했다.
2020년 9월 중순 경에, 칼레드는 팔레스타인계 미국인 작가이자 배우인 라밥 압둘하디와 샌프란시스코 주립대의 여성학 교수인 토모미 키누카와가 주최하는 샌프란시스코 주립대학의 온라인 Zoom 컨퍼런스에서 연설할 예정이었다. 그러나 유대인 연합 단체인 "유대인 증오 종식"의 로비에 따라 줌 비디오 커뮤니케이션은 유튜브 및 페이스북과 함께 미국 수출 통제, 제재 및 테러 방지법 준수를 이유로 컨퍼런스에서 화상 회의 소프트웨어 및 플랫폼을 사용하는 것을 금지했다.

## 대중문화에서
- 그녀는 예술가 Amer Shomali가 14가지 색상과 3,500개의 립스틱을 사용하여 만든 립스틱만으로 만든 예술 초상화 "The Icon"의 주제였다.
- The Teardrop Explodes 의 1981년 앨범 Wilder 에 수록된 Like Leila Khaled Said 는 Khaled에 대한 사랑 노래이다. 작곡가 Julian Cope는 "나는 그녀가 너무 아름답다고 생각했기 때문에 그것이 그녀에게 사랑 노래였다고 말했다. 하지만 모든 것이 나쁜 소식과 같았다는 것을 안다."[29]
- 웨일스의 예술가인 줄리안 코프의 2012년 앨범 Psychedelic Revolution 의 두 번째 CD 이름은 "Phase of Leila Khaled"이다. 첫 번째 CD의 이름은 "'Phase of Che Guevara"다. 앨범의 가사에는 정치적 시위, 테러, 자살 폭탄 테러에 대한 여러 언급이 포함되어 있다. 함께 제공되는 소책자에는 레일라 칼리드의 사진도 포함되어 있다.
- 2018년 현재, 그녀는 북아일랜드 벨파스트에 있는 국제 벽의 벽화에서 기념되고 있다. 벽화는 에디 아담스(Eddie Adams)가 찍은AK-47 을 들고 팔레스타인 깃발을 뒤에 들고 있는 그녀의 사진을 바탕으로 만들어졌다. 그녀의 이미지는 아일랜드 공화당원 Oglach Charlie Hughes의 이미지와 함께 "우리의 투쟁은 계속된다"라고 말하고 있다.
- 남아프리카공화국 요하네스버그의 샌튼 드라이브(Sandton Drive)라는 이름은 2018년 11월 29일 시의회 투표에 의해 논란의 여지가 있는 레일라 칼레드 드라이브(Leila Khaled Drive) 로 변경되었다[30] 요하네스버그 주재 미국 영사관이 이 거리에 있다.[31]
- 덴마크 록 밴드 Magtens Korridorer가 2005년 9월 26일에 발매한 앨범 Friværdi 의 10번째 노래 제목은 "Leila Khaled"다.[32]
- 작가 Chris Boucher는 닥터 후 의 잔인한 전사 Leela 의 캐릭터 이름을 그녀의 이름을 따서 명명했다고 말했다.[33]
- Khaled는 스타벅스가 미국에서 널리 배포한 Love India CD(2010)의 "Mother India"에서 Fund-da-mental 에 의해 언급되었다.[34]
- 일본 록 가수 Panta가 2007년에 발매한 앨범 Olive no Ki no Shita de 에는 "Leila's Ballade"라는 제목의 노래가 포함되어 있다. 이 노래의 가사는 전 일본 적군 멤버 시게노부 후사코 와 그녀의 딸 시게노부 메이가 작사했다.[35] 2012년, 칼리드는 교토 에서 열린 일본 극좌 단체의 로드 공항 사건 40주년 기념식에 초대받았고,[36] 판타는 칼리드 앞에서 노래를 불렀다.[37]
- 레일라 칼리드: 하이재커(Leila Khaled: Hijacker) 는 스웨덴-팔레스타인 영화제작자 리나 막불(Lina Makboul)이 제작한 레일라 칼리드에 관한 2006년 다큐멘터리다.[38]